# Barbula potaninii
Barbula potaninii là một loài rêu trong họ Pottiaceae. Loài này được Broth. ex Müll. Hal. mô tả khoa học đầu tiên năm 1896.